# Ángel Royo Valencia
Ángel Royo Valencia (Saragozza, 10 giugno 1948) è un ex calciatore spagnolo, di ruolo difensore. Vestì la maglia del Real Saragozza per tutta la sua carriera, fino al ritiro avvenuto nel 1978..

## Carriera
Entrò nelle giovanili del Real Saragozza a 16 anni. Esordì in Primera División con la prima squadra il 15 novembre 1970, contro l'Espanyol.
Nel 1971 il club aragonese retrocesse in Segunda División, ma tornò in massima serie dopo una sola stagione. 
Nel 1973, alla 27ª giornata di campionato, segnò l'unico gol della sua carriera, nel pareggio casalingo per 1-1 contro la Real Sociedad.
Nel 1974-1975, allenato da Carriega, il Real Saragozza arrivò al secondo posto in campionato, dietro al Real Madrid, raggiungendo il miglior piazzamento in campionato della sua storia. In quella stagione, Royo esordì in Coppa UEFA, contro gli svizzeri del Grasshoppers.
Nel 1977 la squadra retrocesse un'altra volta, nella stagione successiva tornò in Primera División grazie alla vittoria del campionato cadetto. Al termine di quella stagione, Royo si ritirò.
In totale disputò 158 partite con la squadra aragonese, nel corso di 9 stagioni, di cui 7 in Primera División.

## Palmarès
- Segunda División spagnola: 1

Real Saragozza: 1977-1978